# Братиславский парк
Братисла́вский парк — один из пяти парков в районе Марьино Юго-Восточного административного округа Москвы. Расположен на пересечении Новомарьинской улицы и Мячковского бульвара.

## История
В 1995 году в районе Марьино появилась Братиславская улица, названная так после визита в Москву высокопоставленных делегатов из Словакии в честь столицы этой страны. Годом позже в этом районе была открыта одноименная станция метро, а в 1998 году — Братиславский парк, символизирующий дружбу Словакии и России. На его территории установлен памятный камень, надпись на котором гласит, что создание парка было инициировано Министерством культуры Словакии.
В рамках празднования Дня Братиславской улицы 2 сентября 2011 года мэр столицы Словакии Милан Фтачник посадил в Братиславском парке липу. С 1 сентября 2012 года здесь установлена скамейка «Лебеди» — подарок жителей словацкой столицы москвичам.

## Описание
Братиславский парк занимает площадь в 5,6 гектаров. Здесь произрастает около 700 деревьев и 2000 кустарников. Общее количество зеленых насаждений в парке составляет более 35 тыс. квадратных метров, из них около 300 — цветники.
Территория парка изолирована от соседних домов и проезжей части живой изгородью из кустарника и металлическим решётчатым забором с четырьмя воротами. В центре расположен искусственный пруд с овальным островком (реконструирован в 2018 году) и насыпная горка, увенчанная беседкой-ротондой.

Технико-экономические параметры реконструкции:
- Дорожно-тропиночная сеть: 39 815 м².
- Детские и спортивные площадки: 11 шт./12 шт.
- Велодорожки: 620 м².
- Подпорные стены: 220 шт.
- Лестничные сходы: 195 м².
- Натуральный газон: 5045 м².
- Искусственный газон: 5400 м².
- Высадка деревьев и кустарников :18 шт./ 510 шт.
- Опоры наружного освещения: 117 шт.

## Досуг
В Братиславском парке проводятся общегородские праздники, районные акции и мероприятия. Парк оборудован спортивно-игровыми комплексами для детей и взрослых. Помимо детских площадок и различных аттракционов, здесь есть «Ледовый дворец» и футбольное поле. Зимой на поле тоже организуют каток и работает кафе, прокат коньков, а также зимняя школа фигурного катания и школа хоккея.

## Реконструкция
27 июня 2017 года администрация парка сообщила временном закрытии в связи с комплексной реконструкцией зелёной зоны, футбольного поля и обустройством площадки для отдыха у пруда. Работы по программе «Мой район» проводились во втором полугодии 2017 года.
По итогам благоустройства парк практически полностью был обновлен. Площадь благоустройства составила более 5 га. Был почищен пруд, укреплены берега, прогулочная дорожка по периметру пруда выложена бесшовной плиткой. У воды обустроили зону отдыха с деревянным настилом и шезлонгами. Были реконструированы лестницы, ведущие к беседке-ротонде.
В парке практически полностью поменяли газон, установили новые фонари, навигацию и МАФы. Было обновлено и дополнено трибунами для зрителей футбольное поле площадью 5400 кв. м., установлены 3 комплекса воркаут. По периметру парка пустили беговую дорожку. Также по просьбам местных жителей на парковой территории обустроили площадку для выгула собак.

## Фотографии

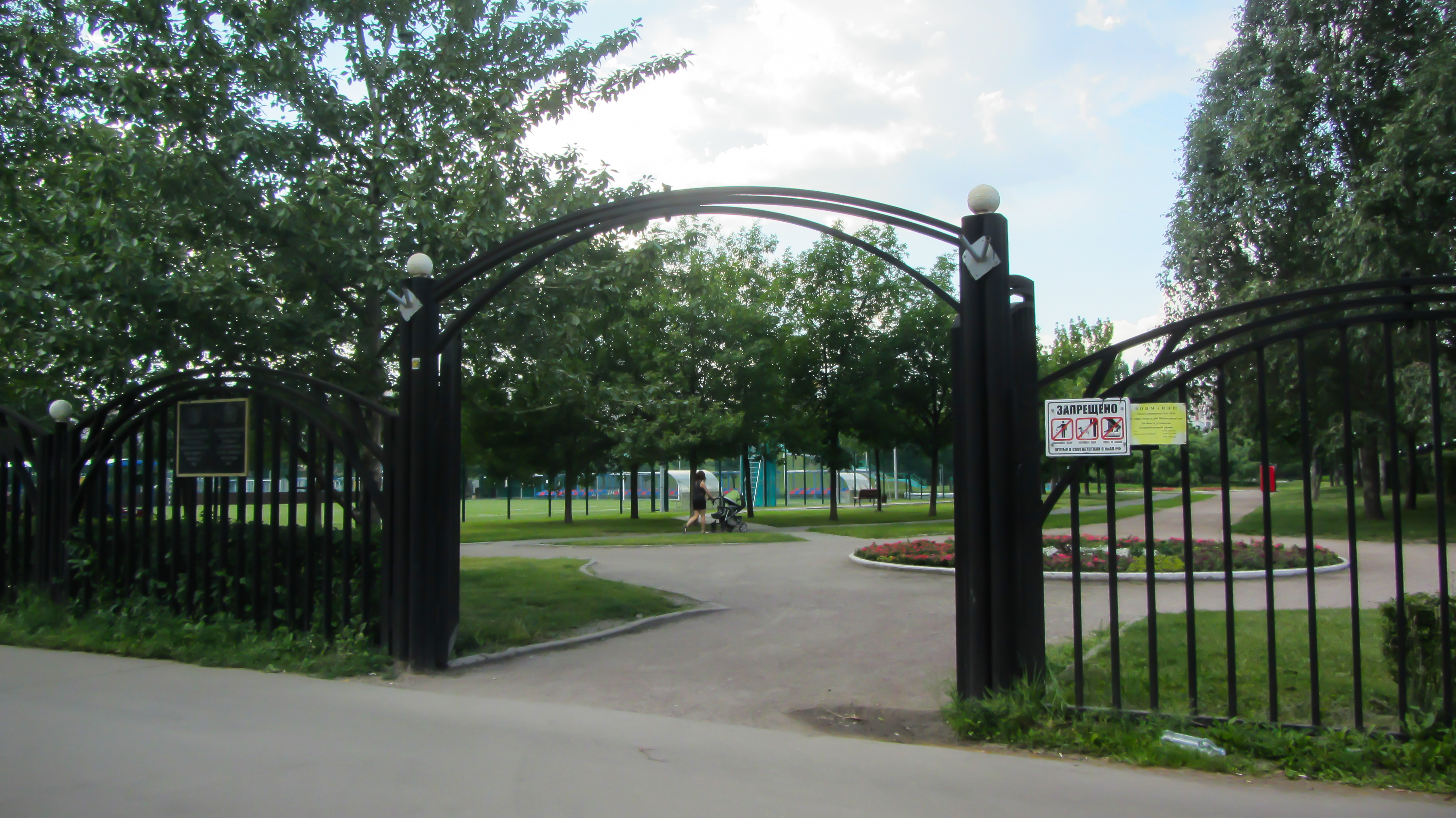
Юго-восточный вход в парк
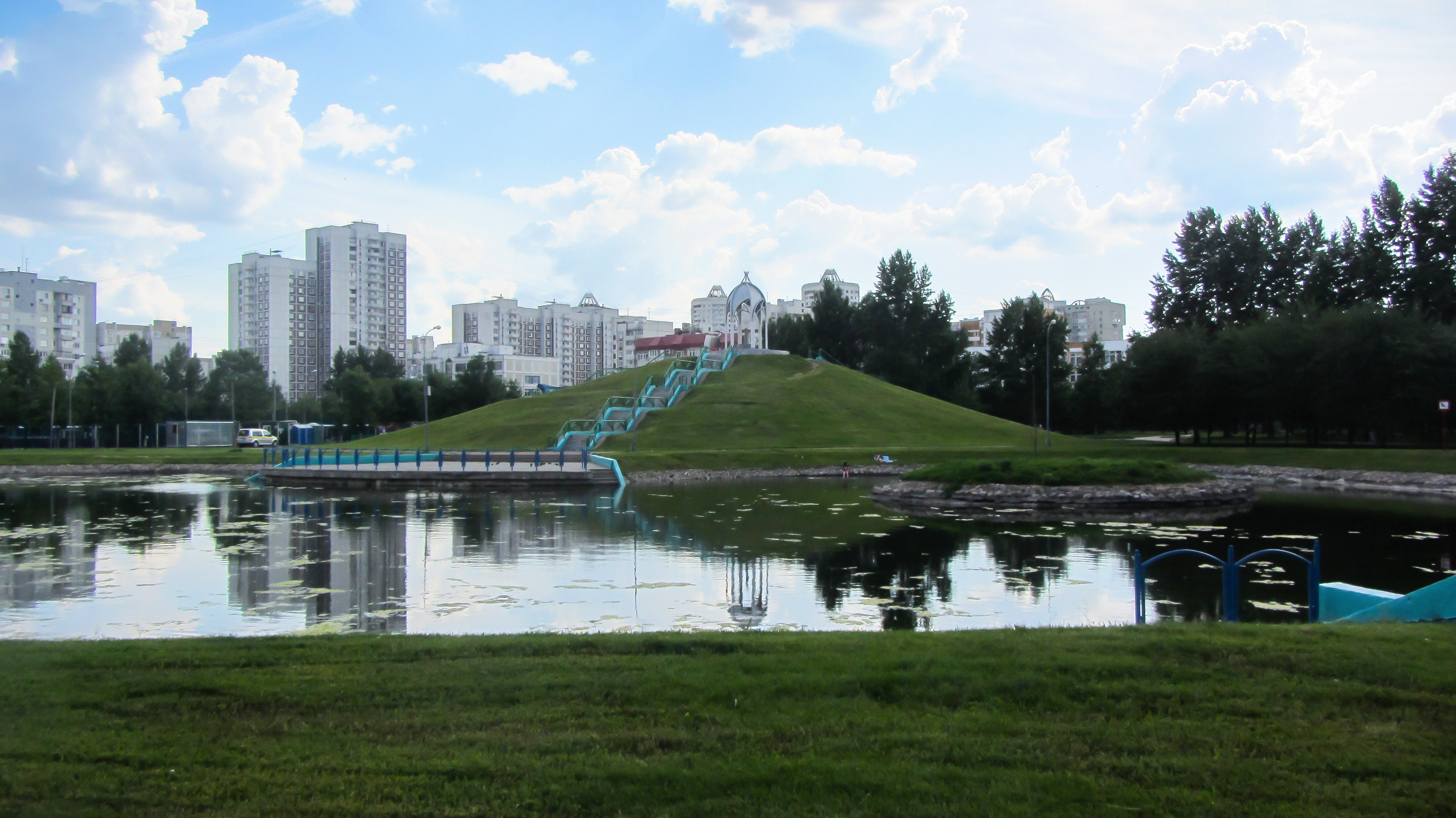
Братиславский пруд и беседка в виде купола
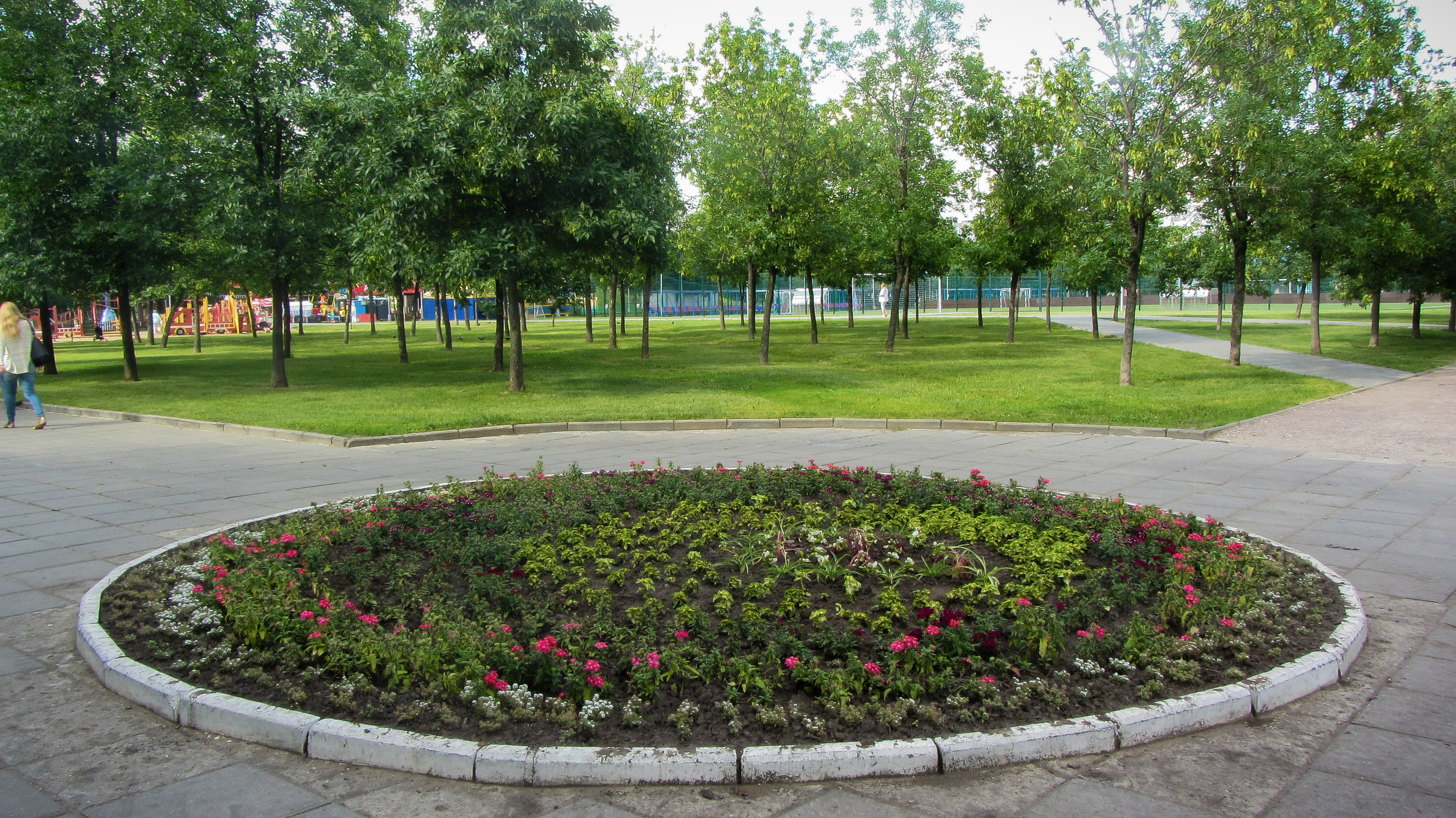
Цветник
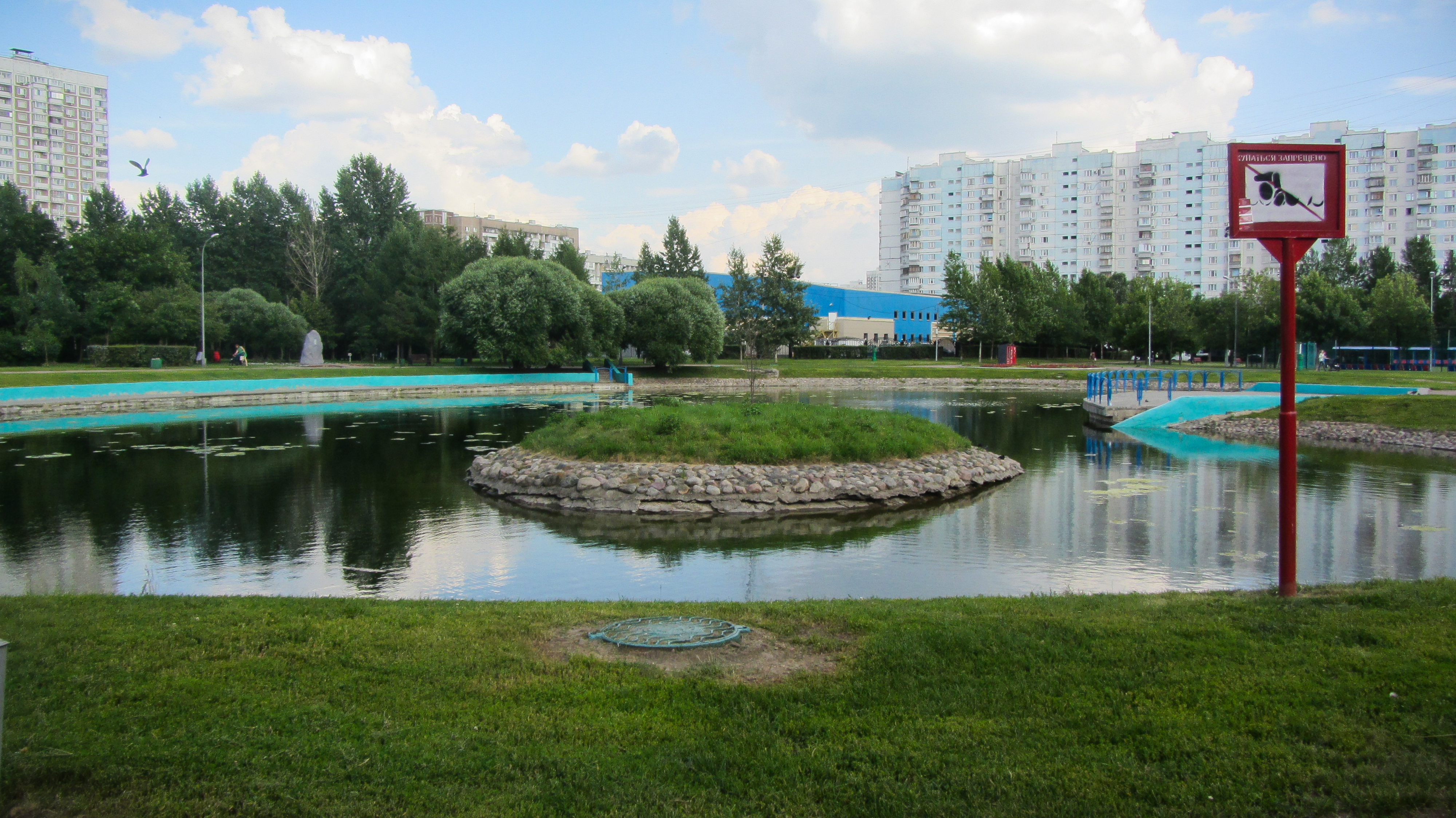
Искусственный остров
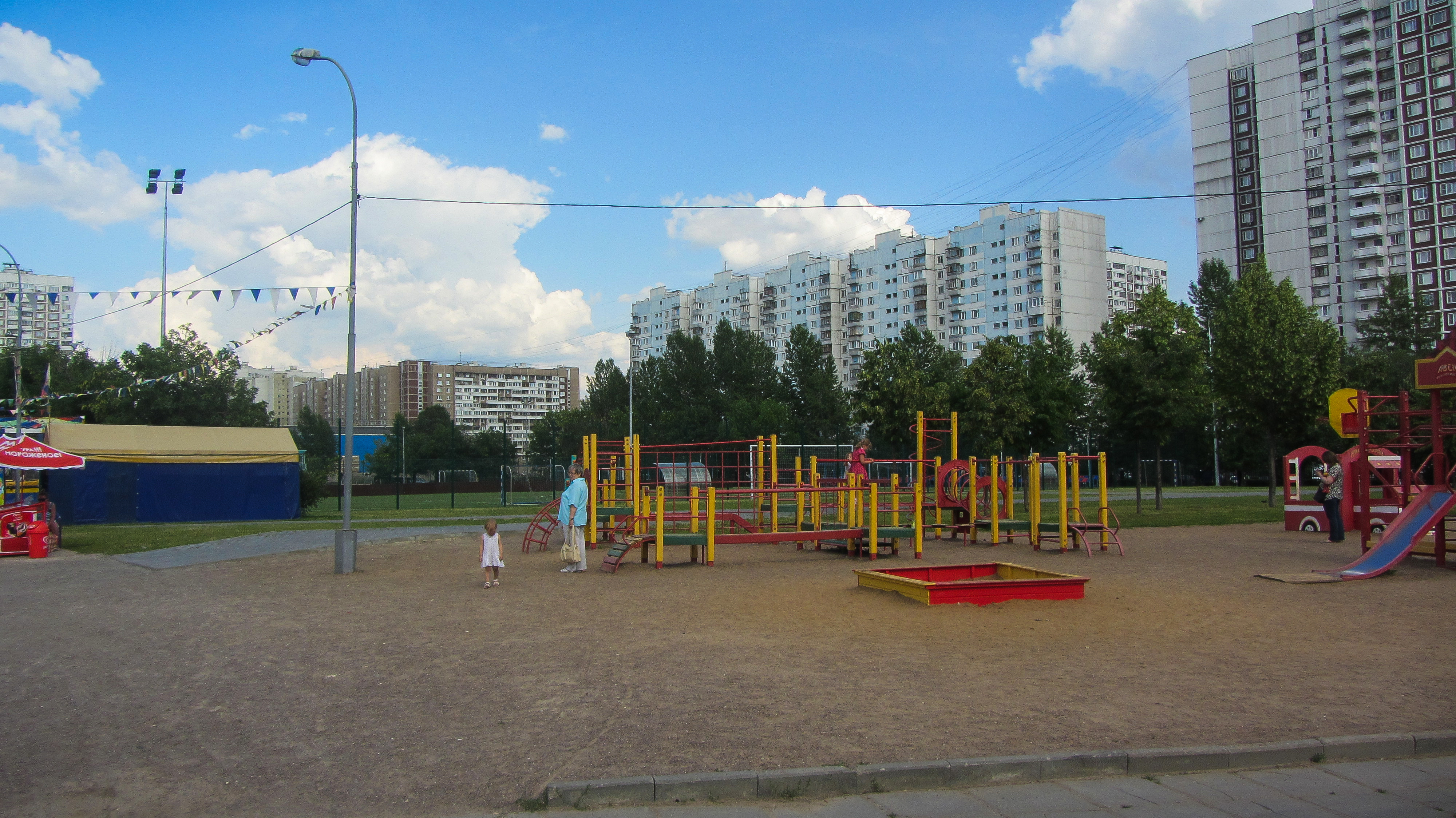
Детская игровая площадка
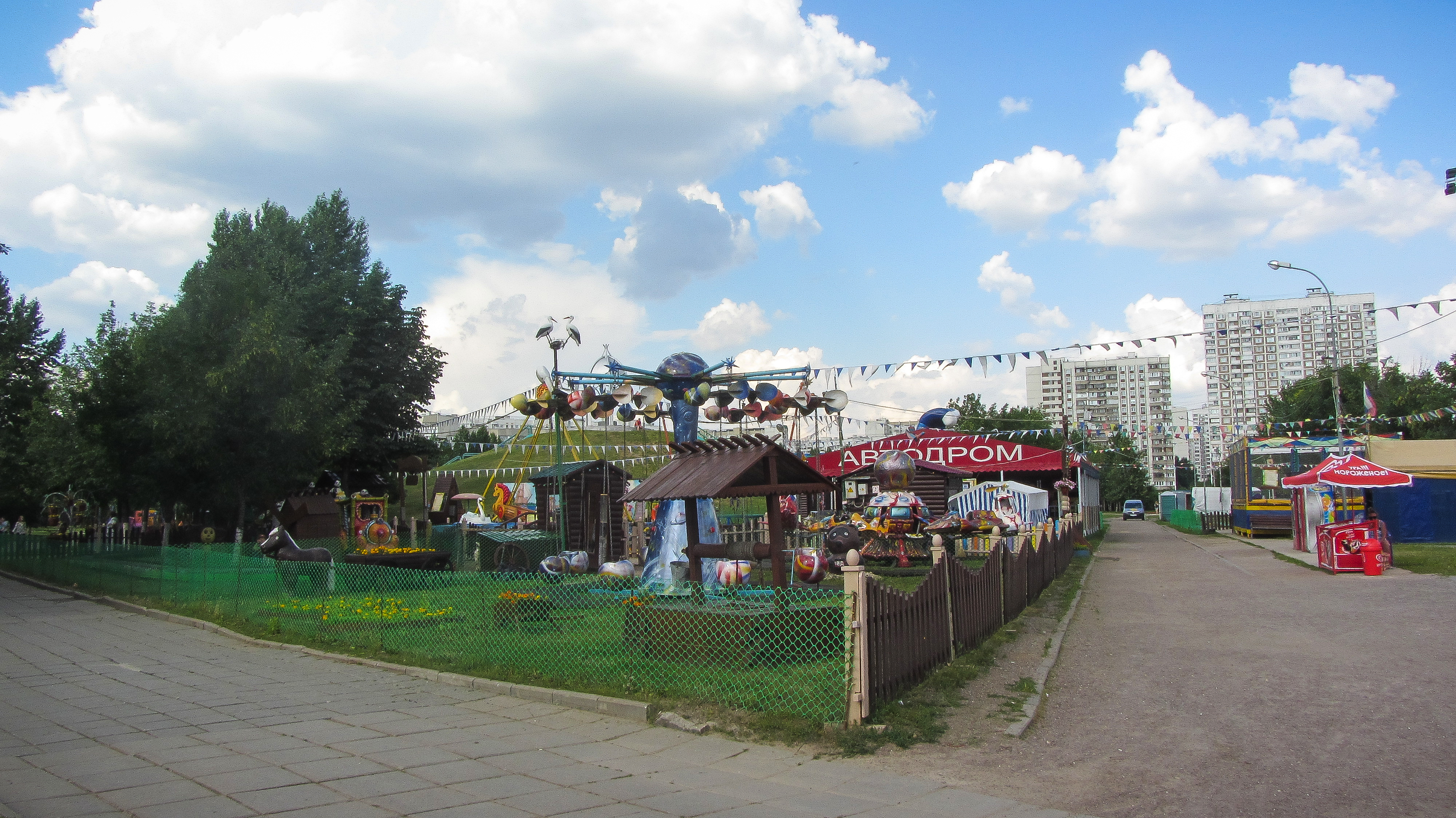
Детский парк аттракционов (теперь здесь детская игровая площадка)

## Как добраться
- От станций метро Марьино и Братиславская пешком около 10 минут.
- От станции метро Марьино автобусами С9 (с 7:50 до 19:30), 55 (только обратно), 81, 326, 413, 619, 762 (только обратно) до остановки «3-й м/р-н Марьинского Парка»[4].